# Bouça Cova
Bouça Cova era una freguesia portuguesa del municipio de Pinhel, distrito de Guarda.

## Historia
Perteneció sucesivamente a los concelhos de Trancoso, Alverca da Beira (extinto en 1853) y Celorico da Beira antes de integrarse en el municipio de Pinhel. La freguesia fue suprimida el 28 de enero de 2013, en aplicación de una resolución de la Asamblea de la República portuguesa promulgada el 16 de enero de 2013 al unirse con la freguesia de Alverca da Beira, formando la nueva freguesia de Alverca da Beira/Bouça Cova.